# Cantonul Xertigny
Cantonul Xertigny este un canton din arondismentul Épinal, departamentul Vosges, regiunea Lorena, Franța.

## Comune
- La Chapelle-aux-Bois
- Charmois-l'Orgueilleux
- Le Clerjus
- Dounoux
- Hadol
- Uriménil
- Uzemain
- Xertigny (reședință)